# Måsskär, Raseborg
Måsskär är en ö i Finland. Den ligger i Finska viken och i kommunen Raseborg i den ekonomiska regionen  Raseborg i landskapet Nyland, i den södra delen av landet. Ön ligger omkring 89 kilometer väster om Helsingfors.
Öns area är 1,3 hektar och dess största längd är 140 meter i sydväst-nordöstlig riktning. Närmaste större samhälle är Ekenäs, 10,1 km norr om Måsskär.